# Azione Cattolica dei Ragazzi

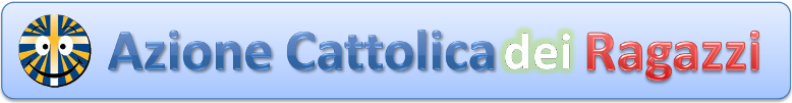

L'Azione Cattolica dei Ragazzi (abbreviata anche in ACR) è un'articolazione dell'Azione Cattolica che traduce l'attenzione dell'Associazione verso i ragazzi dai 3/4 ai 14 anni. È definita nell'articolo 16 dello statuto dell'Azione Cattolica Italiana.
Il Responsabile Nazionale attualmente è Annamaria Bongio della diocesi di Como. L'Azione Cattolica opera a livello parrocchiale e diocesano ed è strutturata in gruppi guidati da Educatori (Giovani/ssimi o Adulti di Azione Cattolica) che seguono itinerari e proposte diversificate secondo quattro archi di età: 3/4-5 anni (piccolissimi), 6-8, 9-11, 12-14.

## Storia
L'Azione Cattolica dei Ragazzi nacque nel 1969 con il nuovo statuto dell'AC che prevedeva che i ragazzi dell'ACI si costituissero in un'articolazione distinta e ben caratterizzata, l'Azione Cattolica dei Ragazzi. È un nuovo germoglio del nutrito panorama dei "Movimenti" sorti dai rami dell'ACI prima del Nuovo Statuto: Gioventù Femminile (GF), Unione Donne di AC (UDACI) e Gioventù Maschile di AC (GIAC). Si chiamavano "Fanciulli di AC". La GF si occupava delle bambine: Piccolissime, Beniamine e Aspiranti della Gioventù Femminile. L’UDACI si occupava dei bambini: Fiamme Bianche, Verdi e Rosse. La GIAC si occupava degli Aspiranti alla Gioventù Maschile. Questi, nell'associazione, non avevano, strutturalmente, un ruolo.
Il 19-21 marzo 1971 si svolse l'Assemblea nazionale ACR che pose le fondamenta per la realizzazione della proposta formativa.
Il 1974 fu l'anno di nascita della catechesi esperienziale dell'ACR.Nello stesso anno l'ACR entra a far parte del MIDADE (Movimento internazionale di apostolato dei bambini).
Nel 1975 l'ACR creò l'Iniziativa Annuale.
Alla formazione degli educatori, l'ACR dedicò un convegno nazionale nel 1978. Il convegno nazionale ACR del 1980 convocò educatori parrocchiali e responsabili diocesani.
Nel 1981, l'Azione Cattolica dei Ragazzi rielaborò il testo base del 1972 presentando il progetto ACR.

## Struttura organizzativa
- Livello nazionale: un responsabile nazionale, un assistente, 4 consiglieri nazionali membri del consiglio nazionale dell'AC, un ufficio centrale con segretario.
- Livello regionale: due incaricati ed un assistente.
- Livello diocesano: un responsabile, un vice-responsabile, un assistente, 4 consiglieri diocesani membri del consiglio diocesano dell'AC, un'équipe diocesana, un'équipe diocesana dei ragazzi.
- Livello parrocchiale: i gruppi ACR di bambini e ragazzi, un gruppo educatori ACR, un responsabile parrocchiale, il parroco (assistente).

## Le riviste
Al rinnovamento associativo dell'Azione Cattolica Italiana è seguito un nuovo progetto editoriale che ha coinvolto tutte le riviste associative. Attualmente i periodici per i bambini e i ragazzi aderenti all'ACR sono:
- La Giostra: rivista mensile dedicata ai bambini dai 2 ai 6/7 anni
- Foglie.AC: giornale dedicato ai bambini dai 6/7 ai 9 anni.
- Ragazzi: giornale dedicato interamente ai ragazzi dai 9 ai 13 anni.

## Responsabili nazionali
- (1970-1973) Giovanna Benevento
- (1973-1976) Dino Boffo
- (1976-1979) Beppe Mattei
- (1979-1982) Piero Chinellato
- (1982-1986) Antonio Tombolini
- (1986-1992) Beatrice Draghetti
- (1992-1998) Stefania Sbriscia
- (1998-2005) Giuseppe Notarstefano
- (2005-2011) Mirko Campoli
- (2011-2017) Teresa Borelli
- (2017-2021) Luca Marcelli
- (2021-in carica) Annamaria Bongio

## Incontri nazionali
- (20 maggio 1978) “La pace nascerà: parola di ragazzi” – Aula Nervi, Città del Vaticano
- (26 maggio 1979) “Ricevuto Passo” – Piazza San Pietro, Roma
- (15 ottobre 1983) “C'è un piano… che forte!” – Villa Borghese e Piazza San Pietro, Roma
- (28 maggio 1988) “Cammininfesta” – Foro Italico, aula Paolo VI e Basilica di San Pietro, Roma
- (21 settembre 1991) “E via via si fa armonia” – Piazza San Pietro, Roma
- (18 ottobre 1997) “Insieme c'è più festa” – Villa Pamphili e piazza San Pietro, Roma
- (4 settembre 2004) “Un sì grande come una casa!” – Stadio del Conero, Ancona
- (30 ottobre 2010) “C'è di più” – Piazza San Pietro, piazza del Popolo e piazza di Siena, Roma (insieme ai Giovanissimi)
- (1º novembre 2019) "Light up - Ragazzi in Sinodo" - Sacrofano, Roma

## Iniziative annuali
- (1976-1977) Ci riconosceranno allo spezzare del pane
- (1977-1978) Ascoltiamo: tutto parla
- (1978-1979) Ehi, ci siamo anche noi
- (1979-1980) Sì, … ma insieme!
- (1980-1981) Sotto il grigio toh, l'arcobaleno
- (1981-1982) Venite nel mio campo c'è un tesoro
- (1982-1983) Con te faremo cose grandi
- (1983-1984) Dall'amicizia in poi
- (1984-1985) Diamo corpo alle parole
- (1985-1986) Canta con noi la tua gioia
- (1986-1987) Costruisci con noi la tua gioia
- (1987-1988) Diamo volto alla gioia
- (1988-1989) Uno+uno+uno=Uno!
- (1989-1990) Firma l'avventura
- (1990-1991) Una tavola più grande
- (1991-1992) Al passo con te
- (1992-1993) Vorrei trovare parole nuove
- (1993-1994) Centro anch'io
- (1994-1995) Siamo amici che regalo
- (1995-1996) Tutto ciò che c'è di grigio si colorerà
- (1996-1997) Porte aperte per te
- (1997-1998) Festa si farà
- (1998-1999) Ho tempo per te
- (1999-2000) Ti racconto una grande Gioia
- (2000-2001) Ad occhi aperti
- (2001-2002) Ragazzi che storia
- (2002-2003) Mani per tutti... tutti per mano
- (2003-2004) Tutta un'altra musica
- (2004-2005) Oooh... issa!
- (2005-2006) 6 con noi
- (2006-2007) Bello, vero?!
- (2007-2008) SuPerStrada con Te
- (2008-2009) ...Mi basti Tu!
- (2009-2010) Siamo in onda!
- (2010-2011) Ciò che conta di più
- (2011-2012) Punta in alto
- (2012-2013) In cerca d'Autore
- (2013-2014) Non c'è gioco senza Te
- (2014-2015) Tutto da scoprire
- (2015-2016) Viaggiando verso... Te
- (2016-2017) CIRCOndati di gioia
- (2017-2018) Pronti a Scattare
- (2018-2019) Ci Prendo Gusto!
- (2019-2020) È la Città Giusta!
- (2020-2021) Segui la Notizia!
- (2021-2022) Su Misura per Te!
- (2022-2023) Ragazzi, che squadra!
- (2023-2024) Questa è casa tua!
- (2024-2025) È la tua parte!